# Plumithoe plumicornis
Plumithoe plumicornis är en kräftdjursart. Plumithoe plumicornis ingår i släktet Plumithoe och familjen Ampithoidae. Inga underarter finns listade i Catalogue of Life.